# Завикі
Завикі (пол. Zawyki) — село в Польщі, у гміні Сураж Білостоцького повіту Підляського воєводства.
Населення — 328 осіб (2011).
У 1975-1998 роках село належало до Білостоцького воєводства.

## Демографія
Демографічна структура станом на 31 березня 2011 року:
|          | Загалом | Допрацездатний вік | Працездатний вік | Постпрацездатний вік |
| -------- | ------- | ------------------ | ---------------- | -------------------- |
| Чоловіки | 170     | 35                 | 104              | 31                   |
| Жінки    | 158     | 28                 | 78               | 52                   |
| Разом    | 328     | 63                 | 182              | 83                   |